# Benson Henderson
Pour les articles homonymes, voir Henderson.
Benson Henderson, né le 16 novembre 1983 à Colorado Springs dans le Colorado, est un pratiquant américain d'arts martiaux mixtes (MMA). Il possède des ceintures noires en taekwondo et en jiu-jitsu brésilien.
Il commence sa carrière professionnelle en 2006 et intègre le World Extreme Cagefighting début 2009. Après deux combats dans l'organisation, il décroche le titre de champion intérimaire des poids légers de la promotion face à Donald Cerrone en octobre 2009. Il unifie les ceintures en janvier 2010 pour devenir le champion incontesté. Après une défense de titre victorieuse, Anthony Pettis lui ravit la ceinture en décembre 2010 lors du dernier événement tenue par le WEC, avant l’absorption de cette organisation par l'Ultimate Fighting Championship.
Henderson devient donc rapidement un concurrent pour la ceinture des poids légers qu'il s'approprie face au champion Frankie Edgar fin février 2012. Après trois défenses victorieuses, il perd ce titre lors d'une nouvelle défaite face à Anthony Pettis, fin août 2013.
Au début de l'année 2015, Henderson choisit de passer dans la catégorie de poids supérieure, celle des poids mi-moyens.

## Parcours en arts martiaux mixtes

### Ultimate Fighting Championship

#### Débuts sans faute
Annoncée en octobre 2010, la fusion du WEC dans l'UFC donne lieu au transfert de la plupart de ses combattants au cours de l'année 2011, dont Benson Henderson.
Après la perte de son titre au WEC, Henderson ne peut rapidement prétendre à une chance pour la ceinture des poids légers de l'UFC et commence donc son parcours dans cette nouvelle organisation en affrontant le Canadien Mark Bocek lors de l'UFC 129, le 30 avril 2011 à Toronto.
Il remporte ce match par décision unanime.
Henderson affronte ensuite Jim Miller, alors considéré comme un des meilleurs combattants de la division des poids légers et sur une série de sept victoires consécutives à l'UFC, lors de la soirée UFC on Versus 5 du 14 août 2011.
Il échappe bien aux tentatives de soumission de son adversaire et domine les deux derniers rounds en mettant la pression debout et en utilisant un ground-and-pound efficace au sol pour remporter un nouveau succès par décision unanime
(30-26, 30-27, 29-28).
Benson Henderson continue alors son parcours face à Clay Guida, le 12 novembre 2011, lors de l'UFC on Fox 1.
Aux termes de trois rounds serrés et engagés, nommées combat de la soirée,
Henderson remporte encore une victoire par décision unanime (29-28, 30-27, 30-27) qui lui permettent de se présenter comme le prochain aspirant à la ceinture des poids légers de l'UFC,

#### Champion des poids légers de l'UFC
Le 20 avril 2013, lors de l'événement UFC on Fox 7, Henderson rencontre Gilbert Melendez, dernier champion des poids légers du Strikeforce et nouveau venu à l'UFC. Il gagne ce combat très serré par décision partagée et remporte ainsi sa troisième défense de titre consécutive. Il égale alors le record détenu par B.J. Penn et Frankie Edgar dans cette catégorie.
Pour sa défense de titre suivante, Ben Henderson devait rencontrer T.J. Grant, le 31 août 2013, lors de l'UFC 164,
et ce malgré les demandes d'Anthony Pettis de se voir attribuer cette occasion pour cet événement dans sa ville natale, Milwaukee.
Cependant, Grant déclare forfait pour blessure et Pettis est annoncé comme remplaçant.
C'est donc un match revanche pour Henderson qui avait perdu son titre au WEC face à ce même adversaire mais qui est depuis sur une série de sept victoires consécutives. Pourtant, cette fois encore, Henderson s'incline par soumission en clé de bras à trente secondes de la fin du premier round. Il perd alors son titre et Anthony Pettis devient le nouveau champion poids légers de l'organisation.

#### Parcours post-titre
À la suite de cette première défaite à l'UFC, il affronte Josh Thomson en tête d'affiche de l'UFC on Fox 10, le 25 janvier 2014. Ce dernier devait affronter Pettis pour le titre mais le combat est annulé à la suite d'une blessure au genou du nouveau champion. Henderson remporte l'affrontement par décision partagée.
Le 7 juin 2014, Henderson est opposé à Rustam Khabilov en tête d'affiche de l'UFC Fight Night 42 à Albuquerque.
Il remporte le combat par soumission dans la quatrième reprise
et se voit gratifié d'un bonus de performance de la soirée.
Moins de trois mois plus tard, il affronte Rafael dos Anjos en combat principal de l'UFC Fight Night 49. Dominé dès le premier round, Henderson reçoit un coup de genou sauté suivi d'un crochet du gauche qu'il le font s'effondrer. L'arbitre stoppe le combat quelques secondes plus tard. Il subit ainsi la première défaite par TKO de sa carrière.
À la suite de ce revers, Henderson songe à changer de catégorie après un dernier combat chez les poids légers.
Il est alors prévu qu'il affronte Eddie Alvarez lors de l'UFC Fight Night 59 du 18 janvier 2015.
Mais ce dernier se blesse à deux semaines de l'événement et est alors remplacé au pied levé par Donald Cerrone, adversaire qu'Henderson a déjà vaincu à deux reprises.
Dans un combat très équilibré, il s'incline à la décision unanime des juges.

#### Passage en poids mi-moyen
Malgré son envie de changer de division, Ben Henderson accepte de remplacer Bobby Green, forfait pour son combat du 4 avril face à Jorge Masvidal.
Finalement, on lui propose de remplacer un autre combattant à une date plus proche et dans la division des poids mi-moyens. Henderson affronte donc Brandon Thatch à la place de Stephen Thompson le 14 février lors de l'UFC Fight Night 60.
Après avoir été dominé durant les deux premières reprises, il reprend l'avantage dans la troisième grâce à la qualité de son jeu au sol, et soumet son adversaire dans le quatrième round par un étranglement arrière.
Les deux hommes remportent le bonus du combat de la soirée.

## Palmarès en arts martiaux mixtes
| 42 combats     | 30 victoires | 12 défaites |
| Par KO         | 3            | 2           |
| Par soumission | 11           | 3           |
| Sur décision   | 16           | 7           |

| Résultat | Record | Adversaire         | Méthode                                 | Événement                                | Date              | Round | Temps | Lieu                                     | Notes                                                                                                   |
| -------- | ------ | ------------------ | --------------------------------------- | ---------------------------------------- | ----------------- | ----- | ----- | ---------------------------------------- | --- |
| Défaite  | 30-12  | Usman Nurmagomedov | Soumission (étranglement arrière)       | Bellator 292                             | 10 mars 2023      | 1     | 2:37  | San Jose, Californie, États-Unis         | Quart de finale du grand prix des poids légers du Bellator. Pour le titre des poids légers du Bellator. |
| Victoire | 30-11  | Peter Queally      | Décision unanime                        | Bellator 285                             | 23 septembre 2022 | 5     | 5:00  | Dublin, Irlande                          | |
| Victoire | 29-11  | Islam Mamedov      | Décision partagée                       | Bellator 273                             | 29 janvier 2022   | 3     | 5:00  | Phoenix, Arizona, États-Unis             | |
| Défaite  | 28-11  | Brent Primus       | Décision unanime                        | Bellator 268                             | 16 octobre 2021   | 3     | 5:00  | Phoenix, Arizona, États-Unis             | |
| Défaite  | 28-10  | Jason Jackson      | Décision unanime                        | Bellator 253                             | 19 novembre 2020  | 3     | 5:00  | Uncasville, Connecticut, États-Unis      | Combat en poids mi-moyens.                                                                              |
| Défaite  | 28-9   | Michael Chandler   | KO (coups de poing)                     | Bellator 243                             | 7 août 2020       | 1     | 2:09  | Uncasville, Connecticut, États-Unis      | |
| Victoire | 28-8   | Myles Jury         | Décision unanime                        | Bellator 227                             | 27 septembre 2019 | 3     | 5:00  | Dublin, Irlande                          | |
| Victoire | 27-8   | Adam Piccolotti    | Décision partagée                       | Bellator 220                             | 27 avril 2019     | 3     | 5:00  | San Jose, Californie, États-Unis         | |
| Victoire | 26-8   | Saad Awad          | Décision unanime                        | Bellator 208                             | 13 octobre 2018   | 3     | 5:00  | Uniondale, New York, États-Unis          | |
| Victoire | 25-8   | Roger Huerta       | Soumission (étranglement en guillotine) | Bellator 196                             | 6 avril 2018      | 2     | 0:49  | Budapest, Hongrie                        | |
| Défaite  | 24-8   | Patricky Pitbull   | Décision partagée                       | Bellator 183                             | 23 septembre 2017 | 3     | 5:00  | San Jose, Californie, États-Unis         | |
| Défaite  | 24-7   | Michael Chandler   | Décision partagée                       | Bellator 165: Chandler vs. Henderson     | 19 novembre 2016  | 5     | 5:00  | San José, Californie, États-Unis         | Pour le titre des poids légers du Bellator.                                                             |
| Victoire | 24-6   | Patrício Freire    | TKO (blessure à la jambe)               | Bellator 160: Henderson vs. Pitbull      | 26 août 2016      | 2     | 2:26  | Anaheim, Californie, États-Unis          | Retour en poids légers.                                                                                 |
| Défaite  | 23-6   | Andrey Koreshkov   | Décision unanime                        | Bellator 153: Koreshkov vs. Henderson    | 22 avril 2016     | 5     | 5:00  | Uncasville, Connecticut, États-Unis      | Pour le titre des poids mi-moyens du Bellator.                                                          |
| Victoire | 23-5   | Jorge Masvidal     | Décision partagée                       | UFC Fight Night: Henderson vs. Masvidal  | 28 novembre 2015  | 5     | 5:00  | Séoul, Corée du Sud                      | |
| Victoire | 22-5   | Brandon Thatch     | Soumission (étranglement arrière)       | UFC Fight Night: Henderson vs. Thatch    | 14 février 2015   | 4     | 3:58  | Broomfield, Colorado, États-Unis         | Début en poids mi-moyen. Combat de la soirée.                                                           |
| Défaite  | 21-5   | Donald Cerrone     | Décision unanime                        | UFC Fight Night: McGregor vs. Siver      | 18 janvier 2015   | 3     | 5:00  | Boston, Massachusetts, États-Unis        | |
| Défaite  | 21-4   | Rafael dos Anjos   | KO (coup de poing)                      | UFC Fight Night: Henderson vs. dos Anjos | 23 août 2014      | 1     | 2:31  | Tulsa, Oklahoma, États-Unis              | |
| Victoire | 21-3   | Rustam Khabilov    | Soumission (étranglement arrière)       | UFC Fight Night: Henderson vs. Khabilov  | 7 juin 2014       | 4     | 1:16  | Albuquerque, Nouveau-Mexique, États-Unis | Performance de la soirée.                                                                               |
| Victoire | 20-3   | Josh Thomson       | Décision partagée                       | UFC on Fox: Henderson vs. Thomson        | 25 janvier 2014   | 5     | 5:00  | Chicago, Illinois, États-Unis            | |
| Défaite  | 19-3   | Anthony Pettis     | Soumission (clé de bras)                | UFC 164: Henderson vs. Pettis            | 31 août 2013      | 1     | 4:31  | Milwaukee, Wisconsin, États-Unis         | Perd le titre des poids légers de l'UFC.                                                                |
| Victoire | 19-2   | Gilbert Melendez   | Décision partagée                       | UFC on Fox: Henderson vs. Melendez       | 20 avril 2013     | 5     | 5:00  | San José, Californie, États-Unis         | Défend le titre des poids légers de l'UFC.                                                              |
| Victoire | 18-2   | Nate Diaz          | Décision unanime                        | UFC on Fox: Henderson vs. Diaz           | 8 décembre 2012   | 5     | 5:00  | Seattle, Washington, États-Unis          | Défend le titre des poids légers de l'UFC.                                                              |
| Victoire | 17-2   | Frankie Edgar      | Décision partagée                       | UFC 150: Henderson vs. Edgar II          | 11 août 2012      | 5     | 5:00  | Denver, Colorado, États-Unis             | Défend le titre des poids légers de l'UFC.                                                              |
| Victoire | 16-2   | Frankie Edgar      | Décision unanime                        | UFC 144: Edgar vs. Henderson             | 26 février 2012   | 5     | 5:00  | Saitama, Japon                           | Remporte le titre des poids légers de l'UFC. Combat de la soirée.                                       |
| Victoire | 15-2   | Clay Guida         | Décision unanime                        | UFC on Fox: Velasquez vs. dos Santos     | 12 novembre 2011  | 3     | 5:00  | Anaheim, Californie, États-Unis          | Combat de la soirée                                                                                     |
| Victoire | 14-2   | Jim Miller         | Décision unanime                        | UFC Live: Hardy vs. Lytle                | 14 août 2011      | 3     | 5:00  | Milwaukee, Wisconsin, États-Unis         | |
| Victoire | 13-2   | Mark Bocek         | Décision unanime                        | UFC 129: St-Pierre vs. Shields           | 30 avril 2011     | 3     | 5:00  | Toronto, Ontario, Canada                 | |
| Défaite  | 12-2   | Anthony Pettis     | Décision unanime                        | WEC 53: Henderson vs. Pettis             | 16 décembre 2010  | 5     | 5:00  | Glendale, Arizona, États-Unis            | Perd le titre des poids légers du WEC. Combat de la soirée.                                             |
| Victoire | 12-1   | Donald Cerrone     | Soumission (étranglement en guillotine) | WEC 48: Aldo vs. Faber                   | 24 avril 2010     | 1     | 1:57  | Sacramento, Californie, États-Unis       | Défend le titre des poids légers du WEC. Soumission de la soirée.                                       |
| Victoire | 11-1   | Jamie Varner       | Soumission (étranglement en guillotine) | WEC 46: Varner vs. Henderson             | 10 janvier 2010   | 3     | 2:41  | Sacramento, Californie, États-Unis       | Remporte le titre des poids légers du WEC.                                                              |
| Victoire | 10-1   | Donald Cerrone     | Décision unanime                        | WEC 43: Cerrone vs. Henderson            | 10 octobre 2009   | 5     | 5:00  | San Antonio, Texas, États-Unis           | Remporte le titre intérimaire des poids légers du WEC. Combat de la soirée.                             |
| Victoire | 9-1    | Shane Roller       | TKO (coups de poing)                    | WEC 40: Torres vs. Mizugaki              | 5 avril 2009      | 1     | 1:41  | Chicago, Illinois, États-Unis            | |
| Victoire | 8-1    | Anthony Njokuani   | Soumission (étranglement en guillotine) | WEC 38: Varner vs. Cerrone               | 25 janvier 2009   | 2     | 0:42  | San Diego, Californie, États-Unis        | |
| Victoire | 7-1    | Diego Saraiva      | Décision unanime                        | Evolution MMA                            | 4 octobre 2008    | 3     | 5:00  | Phoenix, Arizona, États-Unis             | |
| Victoire | 6-1    | Ricardo Tirloni    | Soumission (étranglement en guillotine) | MFC 17: Hostile Takeover                 | 25 juillet 2008   | 2     | 3:49  | Edmonton, Alberta, Canada                | |
| Victoire | 5-1    | Mike Maestas       | Soumission (étranglement arrière)       | MFC 16: Anger Management                 | 9 mai 2008        | 3     | 4:11  | Edmonton, Alberta, Canada                | |
| Victoire | 4-1    | Bryan Corley       | Soumission (étranglement arrière)       | VFC 21: Infamous                         | 7 décembre 2007   | 1     | 2:36  | Council Bluffs, Iowa, États-Unis         | |
| Victoire | 3-1    | David Dagloria     | Soumission (coups de poing)             | UCE: Round 26: Episode 12                | 23 juin 2007      | 1     | 1:45  | Ogden, Utah, États-Unis                  | |
| Défaite  | 2-1    | Rocky Johnson      | Soumission (étranglement anaconda)      | Battlequest 5: Avalanche                 | 31 mars 2007      | 1     | 0:46  | Vail, Colorado, États-Unis               | Combat en poids intermédiaire : 160 lb (73 kg).                                                         |
| Victoire | 2-0    | Allen Williams     | TKO (coups de poing)                    | VFC 18: Hitmen                           | 16 février 2007   | 1     | 1:37  | Council Bluffs, Iowa, États-Unis         | |
| Victoire | 1-0    | Dan Gregary        | Soumission (coups de poing)             | MCF: Genesis                             | 18 novembre 2006  | 1     | 4:21  | North Platte, Nebraska, États-Unis       | |